# Театр на Погулянке

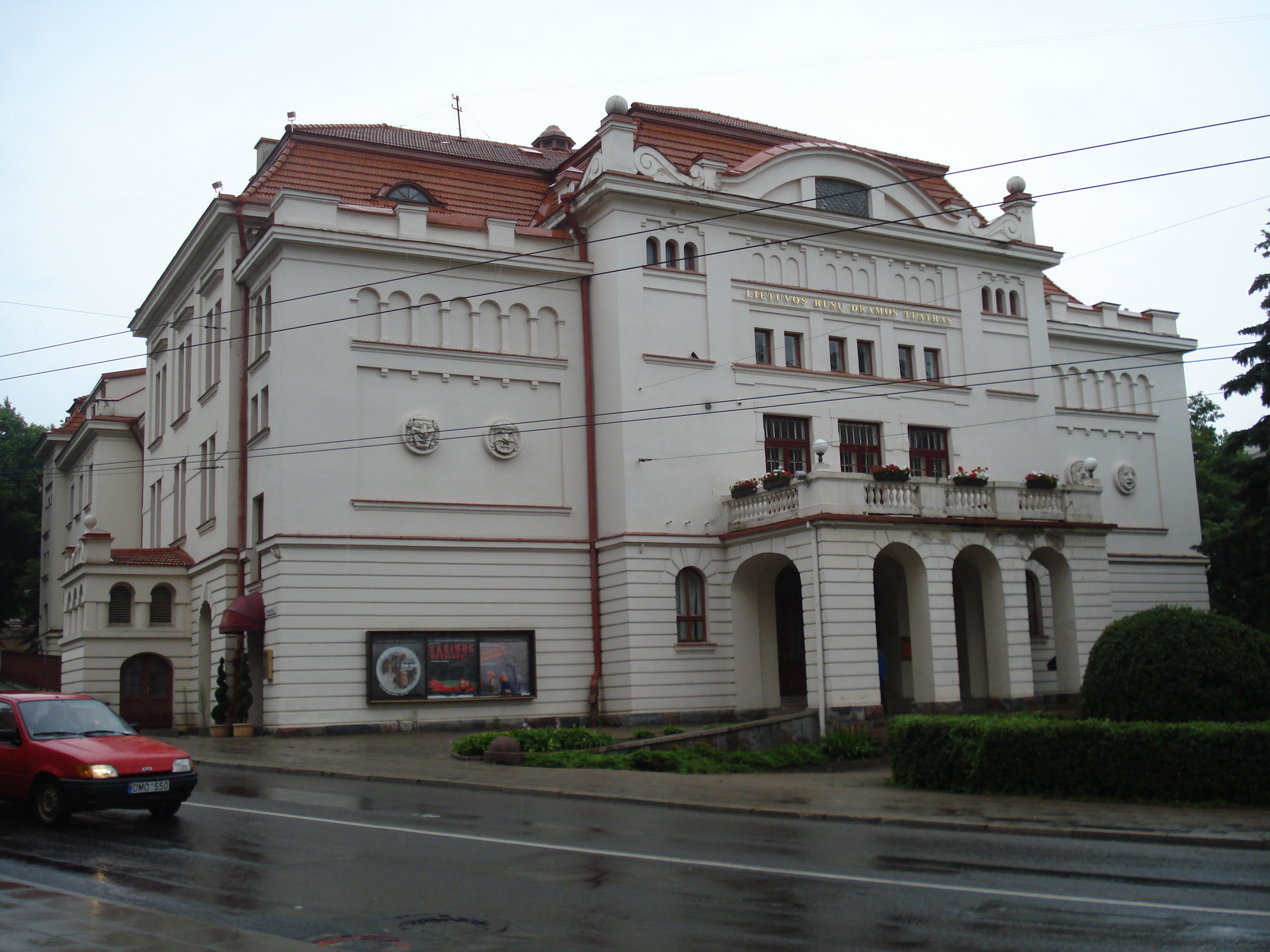
Театр на Погулянке

Теа́тр на Погуля́нке (пол. Teatr na Pohulance) — здание театра в Вильнюсе на бывшей улице Большая Погулянка (ныне улица Йоно Басанавичяус 13, Jono Basanavičiaus g.).

## История
Здание строилось по инициативе Ипполита Корвин-Милевского (Hipolit Korwin-Milewski) в 1912—1914 годах на средства, собранные польской общественностью Вильны товариществом, в которое входили, помимо Корвин-Милевского, Мечислав Богданович, Феликс Завадский и другие.

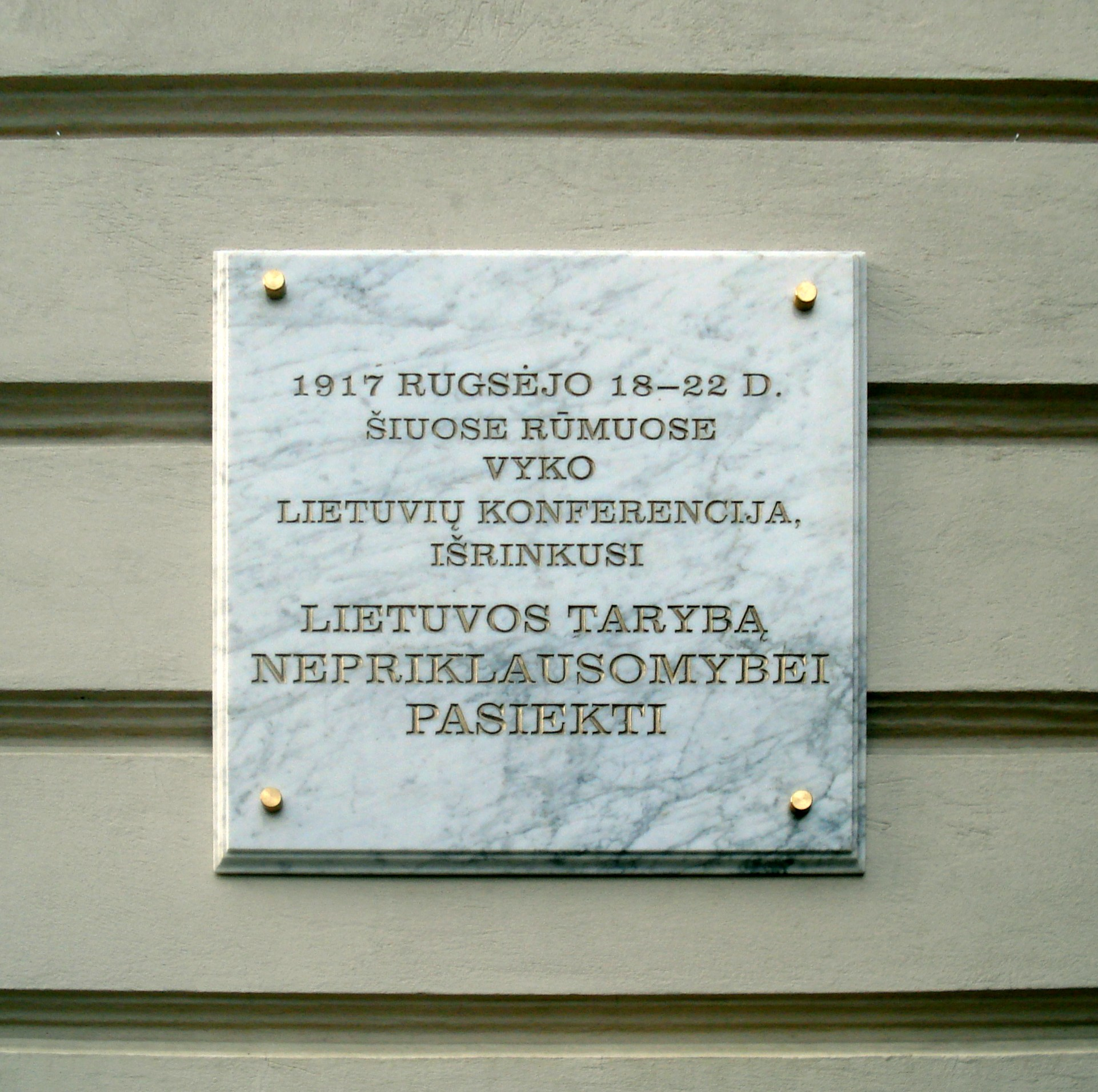
Мемориальная плита в память Вильнюсской конференции (2007)

Действовавший здесь Польский театр на Погулянке был одним из наиболее значительных культурных учреждений Вильны. Помимо театральных представлений и концертов, здесь проходили и мероприятия общественно-политического характера. В частности, здесь прошла под руководством Йонаса Басанавичюса 18—22 сентября 1917 года Вильнюсская конференция с участием 214 делегатов, избравшая Литовскую Тарибу.
В феврале 1922 года в Театре на Погулянке открылся Виленский сейм, принявший решение о присоединении Виленского края к Польше.
В 1925—1929 годах в этом здании работал польский театр «Редута» под руководством Юлиуша Остервы (71 премьера за четыре года). На сцене театра выступали многие выдающиеся польские актёры: Ирена Эйхлерувна, Нина Андрыч, Генрик Боровский, Ганка Ордонувна, Александр Зельверович, Зыгмунт Бонча-Томашевский, Здзислав Мрожевский, Данута Шафлярская, Ежи Душинский, Игорь Пшегродский, Ганка Белицкая, Бронислав Домбровский и другие.
В 1927 году на сцене театра состоялись гастрольные выступления поэта К. Д. Бальмонта.
После Второй мировой войны здание в 1948 году было передано литовскому Театру оперы и балета (Государственный академический театр оперы и балета Литовской ССР, ныне Национальный театр оперы и балета Литвы). В 1974—1981 годах здесь работал Литовский академический театр драмы (ныне Национальный драматический театр Литвы), позднее — литовский Молодёжный театр (Jaunimo teatras, ныне Государственный молодёжный театр Литвы).
С 1986 года в здании находится и до сих пор здесь работает Русский драматический театр Литвы. В мае 2022 года в связи с вторжением России в Украину начались дискуссии о необходимости убрать слово «русский» в названии театра. 13 сентября 2022 года Министерство культуры Литвы переименовало Русский драматический театр Литвы в Вильнюсский старый театр.
17 сентября 2007 года на здании при участии президента Валдаса Адамкуса была открыта мемориальная плита в память Вильнюсской конференции 18—22 сентября 1917 года, избравшей Совет Литвы, с текстом на литовском языке.

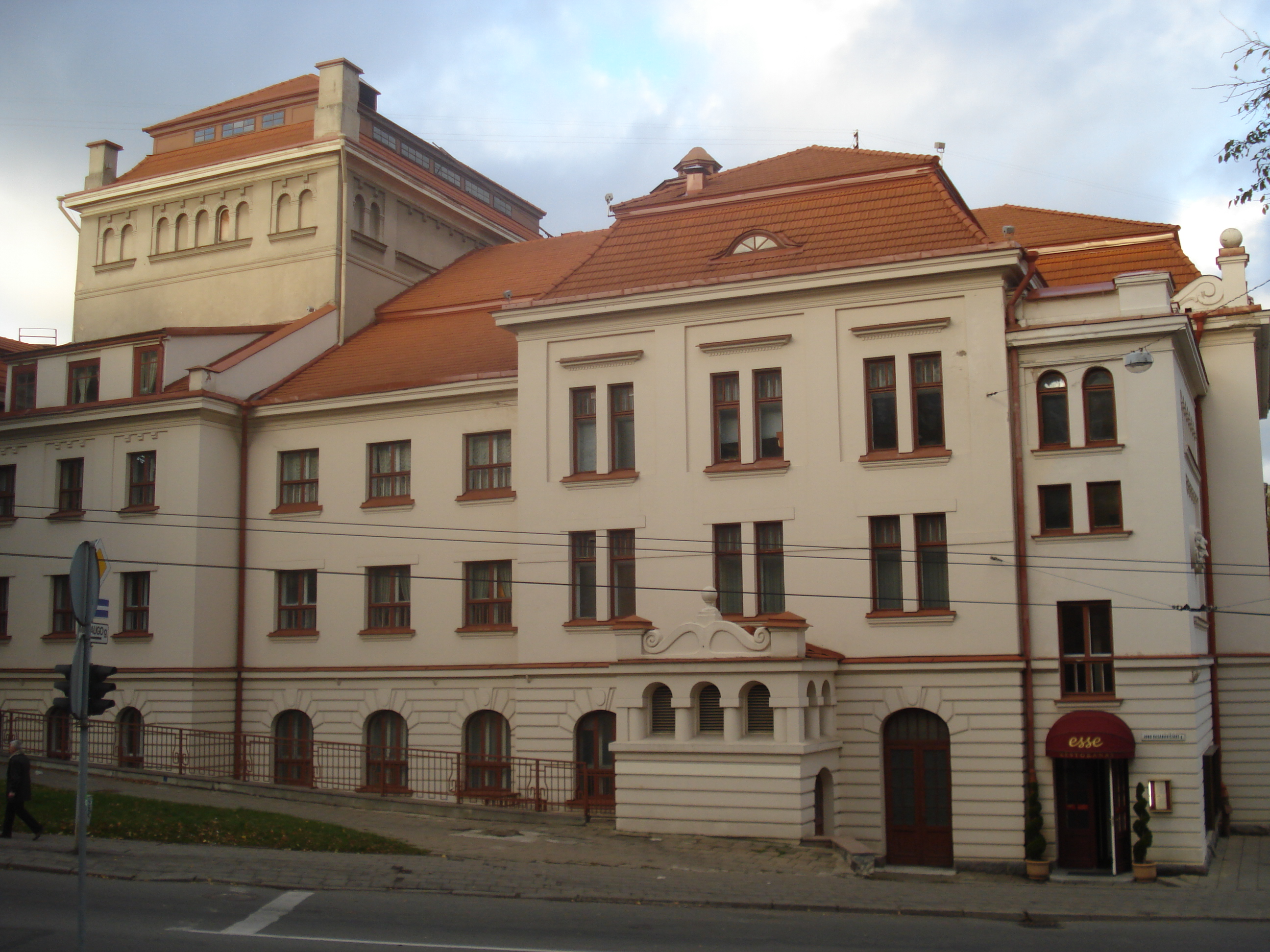
Театр на Погулянке. Боковой фасад

## Архитектура
Здание построено в 1912—1914 годах по проекту архитекторов Александра Парчевского и Вацлава Михневича. Здание размещено в глубине небольшого сквера на участке по диагонали, под углом к пересекающимся улицам Театро и Басанавичяус, чтобы выделяться из окружающих жилых домов.
Архитектурный облик содержит черты романской архитектуры надвислянского стиля (styl nadwiślański), отголосок виленских ренессансных аттиков с волютами, напоминающую о польской архитектуре XVII—XVIII веков двухъярусную крышу краковского типа с красной черепицей. Главный фасад здания симметричный; в центре располагается выступающая аркада с террасой над ней. Прямоугольные ниши и фризы арок разнообразят глухую стену главного фасада. Цокольная часть всего здания отделана рустом. Размеры прямоугольных окон боковых фасадов, их группировка и обрамления варьируются.
Здание несколько раз реставрировалось и ремонтировалось.